# Agustín Javier Fernández Charro
Agustín Javier Fernández Charro (Mérida, 15 de marzo de 1982) es un futbolista español. Actualmente está retirado

## Biografía
De las categoría inferiores del Mérida UD dio el salto a la cantera del Real Madrid. Después volvería a Extremadura para fichar por el filial del CD Badajoz, procedente del Real Madrid C. En el primer equipo del Badajoz realizaría dos magníficas campañas en la Segunda División B, hasta que quedó libre tras el descenso administrativo motivado por los problemas financieros de la entidad pacense.
Tras un paso breve por el CD Eldense y el CF Palencia, equipos con los que consumó consecutivamente dos descensos a Tercera división, fichó por el CE Sabadell, con el que, tras tres temporadas, logró el ansiado ascenso a Segunda División que el club vallesano llevaba esperando 18 años.
Después de un año irregular, aunque logrando el objetivo de la salvación, es descartado por su entrenador y a principios de julio ficha por el Deportivo Alavés.

## Clubes
| Club                | País   | Temporada | Partidos | Goles |    |   |
| ------------------- | ------ | --------- | -------- | ----- | -- | - |
| CD Badajoz          | España | 2005-2006 | 29       | 2     |    |   |
| CD Eldense          | España | 2006-2007 | 29       | 0     | 8  | 1 |
| CF Palencia         | España | 2007-2008 | 24       | 1     | 11 | 1 |
| CE Sabadell         | España | 2008-2009 | 32       | 2     | 12 | 2 |
| CE Sabadell         | España | 2009-2010 | 31       | 3     | 10 | 0 |
| CE Sabadell         | España | 2010-2011 | 31       | 2     | 15 | 0 |
| CE Sabadell         | España | 2011-2012 | 16       | 1     | 2  | 1 |
| Deportivo Alavés    | España | 2012-2014 |          |       |    |   |
| CE Sabadell         | España | 2014-2016 |          |       |    |   |
| Club de Futbol Gavà | España | 2016-2019 |          |       |    |   |